# Municipio de Burke (Minnesota)
El municipio de Burke (en inglés: Burke Township) es un municipio ubicado en el condado de Pipestone en el estado estadounidense de Minnesota. En el año 2010 tenía una población de 209 habitantes y una densidad poblacional de 2,33 personas por km².

## Geografía
El municipio de Burke se encuentra ubicado en las coordenadas 43°59′16″N 96°6′58″O / 43.98778, -96.11611. Según la Oficina del Censo de los Estados Unidos, el municipio tiene una superficie total de 89.58 km², de la cual 89,47 km² corresponden a tierra firme y (0,12 %) 0,11 km² es agua.

## Demografía
Según el censo de 2010, había 209 personas residiendo en el municipio de Burke. La densidad de población era de 2,33 hab./km². De los 209 habitantes, el municipio de Burke estaba compuesto por el 96,17 % blancos, el 0,96 % eran asiáticos, el 1,91 % eran de otras razas y el 0,96 % eran de una mezcla de razas. Del total de la población el 1,91 % eran hispanos o latinos de cualquier raza.